# Список керівників держав 1410 року
Список керівників держав 1410 року — це перелік правителів країн світу 1410 року.
Список керівників держав 1409 року — 1410 рік — Список керівників держав 1411 року — Список керівників держав за роками

## Європа
- Англія
  - Король Англії — Генріх IV (1399—1413)
- Балканський півострів
  - Візантійська імперія — Мануїл II (1391—1425)
  - Айнос —  Паламеде Гаттілузіо (1409—1455)
  - Аркадія (баронія) — Чентуріоне II Дзаккарія (1401—1432)
  - Артський деспотат — Мурік Буа Шпата (1401—1415)
  - Герцогство Архіпелагу — Джакомо I Кріспо (1396/1397-1418)
  - Афінське герцогство — Антоніо I Аччаюолі (1395/1402-1435)
  - Ахейське князівство — Чентуріоне II Дзаккарія (1404—1430)
  - Друге Болгарське царство — Костянтин II Асен (1396/1397-1422)
  - Видинське царство — Костянтин II Асен (1396—1422)
  - Гірокаства (князівство) — Гьон Зенебіші (1386—1418)
  - Дукаджині (князівство) — володіння кількох братів
  - Боснійське королівство — король Стефан Остоя (1409—1418)
  - Валонський деспотат — Руджина Жаркович (1396—1417)
  - Епірський деспотат — Ісав де Буондельмонті (1385—1411)
  - Зета (держава) — Балша III Балшич (1403—1421)
  - Кастріоті (князівство) — Гьон Кастріоті (1407—1437)
  - Пфальцграфство Кефалонії та Закінфу — Карло I (1377—1429)
  - Кіпрське королівство — Янус (1398—1432)
  - Берат (князівство) — Теодор Короне Музака (між 1389 і 1450)
  - Лесбос — архонт Якопо Гаттілузіо (1404—1428)
  - Морейський деспотат — Феодор II Палеолог (1407—1443)
  - Моравська Сербія — Стефан Лазаревич (1389—1427)
  - Земля Бранковича — Юрій Бранкович (1397—1412)
  - Сербський деспотат — Стефан Лазаревич (1402—1427)
  - деспот Фессалонік Андронік Палеолог (1408—1423)
- Балтія
  - Велике князівство Литовське — Вітовт (1392—1430)
    - Троцьке князівство — Вітовт (1392—1413)

  - Дерптське єпископство — Генріх II Врангель (1400—1410); Бернгард II Бюлов (1410–1413)
  - Езель-Вікське єпископство — Вінріх фон Кніпроде (1385—1419)
  - Курляндське єпископство — Готшальк Шутте (1408—1425)
  - Лівонський орден — ландмейстер — Конрад фон Фітінгхоф (1401—1413)
  - Ризьке архієпископство — Йоганн V фон Валленроде (1393—1418)
  - Держава Тевтонського ордену — великий магістр Ульріх фон Юнгінген (1407—1410); Генріх фон Плауен (1410-1413)
- Білорусь
  - Жмудське князівство — Румбольд Волімонтович (1409/1411—1412)
  - Кобринське князівство — Роман Федорович (1394—1416)
- Князь Новгородський — Лугвеній Ольгердович (1407—1412)
- Трапезундська імперія — Мануїл III (1390—1417)
- Ірландія
  - Айргіалла — Ардгал мак Бріайн (1403—1416)
  - Десмонд — Тадг на Майністрех Мак Карті Мор (1390—1428)
  - Тір Еогайн — Домналл мак Ейнрі Аймрейд (1404—1410); Еоган мак Нейлл Ог (1410-1414)
  - Томонд — король Конхобар мак Махгамна О'Бріан (1400—1425)
- Італія
  - Арборейський юдикат — Вільгельм III (1407—1424)
  - Венеційська республіка — дож Мікеле Стено (1400—1413)
  - Мантуя — капітано-дель-пополо Джанфранческо I Гонзага (1407—1433)
  - Міланське герцогство — Джованні Марія Вісконті (1402—1412)
  - Мірандола (герцогство) (Ducato della Mirandola) — Джованні I Піко (1399—1432)
  - Маркграфство Монферрат — Теодор II (1381—1418)
  - Неаполітанське королівство — Ладислав Неапольський (1386—1414)
  - Салуццо (маркграфство) — Томмазо III (1396—1416)
  - Сардинське королівство — Мартин (1396—1410); міжвладдя до 1412
  - Королівство Сицилія —  Мартин (1409—1410); міжвладдя до 1412
  - Князівство Таранто — Ладислав Неапольський (1406—1414)
  - Принц-єпископство Тренто — Георг фон Ліхтенштейн (1390—1419)
  - Урбіно (герцогство) — Гвідантоніо та Монтефельтро (1404—1443)
  - Феррарська сеньйорія — Нікколо III д'Есте (1393—1441)
  - Маркграфство Фінале — Лаззаріно II дель Карретто (1392—1412)
- Кавказ
  - Грузинське царство — Костянтин I (1407—1412)
  - Гурійське князівство — Кахабер I Гуріелі (1385—1410); Гіоргі I Гуріелі (1410-1430)
  - Самцхе-Саатабаго — Іване II Джакелі (1391—1444)
    - Арагві (еріставство) — Міхай (між 1380 і 1430)
- Німеччина
  - Герцогство Австрія — Леопольд IV (самостійно; 1406—1411)
  - Князівство Ангальт — Ангальт-Бернбург — Оттон IV (1404—1415); Ангальт-Цербст (князівство) — Альберт III (1382—1423); Ангальт-Дессау — Вальдемар IV з 3 братами (1405—1417); Ангальт-Кетен — Альберт IV (1396—1423)
  - Ансбах (князівство) — Йоганн III (бургграф Нюрнберга) (1398—1440)
  - Баварсько-Інгольштадтське герцогство — Стефан Чудовий (1392—1413)
  - Баварсько-Мюнхенське герцогство — Вільгельм III (1397—1435)
  - Баварсько-Штраубінзьке герцогство — Вільгельм II (1404—1417)
  - Баденське маркграфство — Бернгард I (1372—1431)
  - Байройт (князівство) — Йоганн III (бургграф Нюрнберга) (1398—1420)
  - Берг (герцогство) — Адольф (герцог Юліха і Берга) (1408—1437)
  - Берхтесгаден (пробство) — Петер ІІ Пінценауер (1404—1432)
  - Маркграфство Бранденбург — Йост Моравський (1388—1411)
  - Герцогство Брауншвейг-Люнебург — Бернгард І (1373—1434)
  - Принц-єпископство Бріксен — Ульріх ді Віенна (1396—1417)
  - Вадуц (графство) — Гартман IV (1361—1416)
  - Верле (сеньйорія) — Бальтазар (1393—1421)
  - Графство Вюртемберг — граф — Ебергард III (1392—1417)
  - Вюрцбург (принц-єпископство) — Йоганн I фон Еґлоффштейн (1400—1411)
  - Гессен (ландграфство) — Герма (1376—1413)
  - Геттінген (князівство) — Оттон II (1394—1463)
  - Принц-єпископство Гільдесгайм — Йоганн III Гойя (1398—1424)
  - Гольштейн-Піннеберг — Адольф IX (1404—1426)
  - Гоя (графство) (Grafschaft Hoya) — Гойя-Гойя — Оттон III (1383—1428); Гойя-Ніенбург — Ерік I (1377—1426)
  - Архієпископ Зальцбургу — Еберард III Нойхауський (1403—1427)
  - Зіммерн-Цвайбрюккен - пфальцграф Стефан (1410-1459)
  - Каммін (єпископство) — Ніколаус фон Бок (1398—1410); Магнус (1410-1424)
  - Герцогство Каринтія — Леопольд IV (1406—1411)
  - Кельнське курфюрство — Фрідріх III фон Саарверден (1368/1370-1414)
  - Кенігсегг (Königsegg) — Ульріх IV (? — 1444)
  - Клеве (герцогство) — Адольф I (герцог Клеве) (1394—1417)
  - Констанц (князівство-єпископство) — Альбрехт Бларер (1406/1407-1410); Отто ІІІ (1410-1434)
  - Курпфальц — Рупрехт III (1398—1410); Людвіг III (1410-1436)
  - Ландсгут-Баварське герцогство — Генріх XVI (1393—1450)
  - Ліппе-Детмольд — Симон III (1360—1410); Бернгард VI (1410-1415)
  - Любекське князівство-єпископство — Йоганн VI Хундебеке (1399—1420)
  - Люнебург (князівство) — Генріх I (1388—1416)
  - Архієпископ Майнца Йоганн II фон Нассау (1397—1419)
  - Марк (графство) — Адольф I (герцог Клеве) (1398—1448)
  - Маркграфство Мейсен — Фрідріх I (з 2 братами; 1407—1428)
  - Мекленбург-Шверін — Альбрехт IV Мекленбурзький (1384/1388-1412)
  - Мекленбург-Штаргард — Ульріх I (1393—1417)
  - Нассау-Саарбрюккен — граф Філіп I (1381—1429)
  - Нюрнберг (бургграфство) — Йоганн III (1397—1420) і Фрідріх VI (1397—1427)
  - Графство Ольденбург — Крістіан VI (1404—1420)
  - Падерборнське князівство-єпископство — Вільгельм фон Берг (1400—1415)
  - Герцогство Померанія — Слупське князівство — Богуслав VIII (1403—1418); князь Поморсько-Вольгастський Вартислав ІХ (1405—1451)
  - Равенсберг (графство) — Адольф (герцог Юліха і Берга) (1408—1437)
  - графство Рітберг — Конрад IV (1389—1428)
  - Саксен-Лауенбург — Еріх IV (1401—1411)
  - граф Тиролю — Фрідріх IV (1406—1439)
  - Фельденц (графство) — Фрідріх III (1396—1444)
  - Хахберг-Заузенберг — Рудольф ІІІ (1384—1428)
  - Герцогство Штирія — Ернст Залізний (1406—1424)
  - Юліх-Берг — герцог Рейнальд IV (герцог Гелдерна і Юліха) (1402—1423)
- Піренейський півострів
  - Королівство Арагон — Мартин (1396—1410); міжвладдя до 1412
  - Королівство Португалія — король Жуан I (1385—1433)
  - Королівство Наварра — Карл III (1387—1425)
  - Гранадський емірат — Юсуф III ан-Насир (1408—1417)
- Польща — Владислав II Ягайло — 1387—1434
  - Бжезьке князівство — Людвік II Бжезький (1400—1436)
  - Варшавське князівство (середньовічне) — Януш I Старший (1373—1429)
  - Глубчицьке князівство — Пржемисл I Опавський (1394—1433)
  - Герцогство Заган — Ян I Жаганський (1403—1439)
  - Зембицьке князівство — Болеслав III Зембицький (1366? — 1410); Ян Зембицький (1410-1428)
  - Козленське князівство — Конрад ІІІ Старий (1403—1412)
  - Люблінське князівство — Генріх IX Любінський (1400—1419)
  - Немодлінське князівство — Бернард Немодлінський (1400—1450)
  - Олесницьке князівство — Конрад ІІІ Старий (1403—1412)
  - Опавське князівство — Вацлав I Опавський і Пржемисл I Опавський (1377—1433)
  - Освенцімське князівство — Казимир I Освенцімський (1406—1433/1434)
  - Сцинавське князівство — Пшемислав I Носак (1406—1410); Болеслав I Цешинський (1410-1431)
  - Легницьке князівство — Вацлав II Легницький (1368—1413; з 3 братами)
  - Опольське князівство — Болеслав III Опольський (1401? — 1437)
  - Померанія-Щецін — Святобор I (1372—1413)
  - Прудницьке князівство — Катарина Опольська (1397—1420)
  - Тешинське герцогство — Пшемислав I Носак (1358—1410); Болеслав I Цешинський (1410-1431)
  - Севезьке князівство — Болеслав I Цешинський (1405—1431)
  - Хойнувське князівство — Генріх IX Любінський (1400—1419)
  - Черське князівство — Януш I Старший (1381—1429)
- Білозерське князівство — Андрій Дмитрович (1389–1432)
- Брянське князівство — Свидригайло Ольгердович (1401—1430)
- Велике князівство Московське — Василь I Дмитрович (1389—1425)
- Велике князівство Нижньогородсько-Суздальське — Василь I Дмитрович (1393—1425)
- Ростовське князівство —  Іван Андрійович (1409—1437)
- Велике князівство Рязанське — Іван Володимирович (1408—1429)
- Стародубське князівство (Північно-Східна Русь) — Федір Андрійович (1380-ті — кінець I чверті XV ст.)
- Велике князівство Тверське — Іван Михайлович (1399—1425)
- Кашинське князівство — Василь Михайлович (1395—1426)
- Углицьке князівство — князь-московський намісник Володимир Андрійович Хоробрий (1405 — 1410); Костянтин Дмитрович (1410 — 1433)
- Булгарський улус — Талича (між 1395 і 1420)
  - Холмське князівство (уділ Тверського) — Юрій Всеволодович (1402—1410);  Дмитро Юрійович (1410—1454/1456)
- Ярославське князівство — Іван Васильович Большой (?1380 — 1426)
- Румунія; Молдова
  - Волощина — господар Мірча I Старий (1396—1418)
  - Молдавське князівство — Олександр Добрий (1400—1432)
- Скандинавія
  - королева Данії — Маргарита I Данська (1377—1412)
  - Королева Норвегії Маргарита I Данська (1388—1412)
  - Швеція — Маргарита I Данська (1389—1412)
- Угорське князівство — король Сигізмунд Люксембург (1387—1437)
- Україна —
  - Намісник Київський — Юрій Гедигольд (1401—1411)
  - Белзьке князівство — Земовит IV (1387/1388-1426)
  - Подільське князівство — Василь Костянтинович Чорторийський (1401—1403/1411)
  - Сіверське князівство — до 1418 невідомо
  - Кримський улус — до 1417 — невідомі
  - Список консулів Генуезької Ґазарії —  Джіакомо Доріа (1409—1410); Джорджіо Адорно (1410-1411)
- Королівство Франція — Карл VI Божевільний (1380—1422)
  - Герцогство Аквітанія — Людовік (1402—1415)
  - пфальцграф Бургундії — Іоанн I Безстрашний (1405—1419)
  - Герцогство Бар — Роберт (1354—1411)
  - Брабант (герцогство) — Антуан (1406—1415)
  - Графство Булонь — Жанна II Овернська (1404—1424)
  - Бретонське герцогство — Жан VI (1399—1442)
  - Бурбон (герцогство) — Людовик II де Бурбон (1356—1410); Жан I (1410-1434)
  - Гельдерн (графство) — Рейнальд IV (1402—1423)
  - Голландія — Вільгельм II (1404—1417)
  - Ено (графство) — Вільгельм II (1404—1417)
  - Графство Ла Марш — Жак II (1393—1435)
  - Люксембург (герцогство) — Йост Моравський (1388—1411)
  - Льєзьке єпископство — Йоганн III (1389—1425)
  - Мен (графство) — Людовік II Анжуйський (1384—1417)
  - Монбельяр (графство) — Генрієтта де Монфокон (1397—1444)
  - Монако — влада Генуї до 1419
  - Намюр (графство) — Гільйом II (1391—1418)
  - Оранж (князівство) — Жан III де Шалон-Арле (1393—1417)
  - Савойське графство — Фелікс V (1391—1434)
  - Урхельське графство — Хайме II (1408—1413)
  - Фландрія — Іоанн I (1405—1419)
  - Графство Фуа — Ізабелла де Фуа (1398—1412)
- Король Богемії (Чехія) — Венцеслав (Вацлав) IV (1378—1419)
- Шотландія
  - Король Шотландії — Яків I (1406—1437)
- Святий Престол; Папська держава — папа римський — Григорій XII (1406—1415)
- Вселенський патріарх — Матфей I (1397—1410); Євфимій II (1410-1416)

## Азія
- Візантійська імперія — Мануїл II (1391—1425)
- Трапезундська імперія — Мануїл III (1390—1417)
- Близький Схід
  - Мамелюцький султанат — Фарадж ан-Насір (1405—1412)
  - Айдиногуллари — Джунейд-бей Ізміроглу (1405—1425)
  - Алайє (бейлик) (Alâiye Beyliği) — Савджі (1402? — 1424)
  - Герміяногулари — Якуб II (1402—1411)
  - Дулкадір (бейлик) — Насір ад-Дін Мехмед-бей (1398/1399-1442)
  - Ерзінджан (емірат) (Erzincan Beyliği) — Скйх Гасан (1403—1410). Зникнення.
  - Кандар (династія) — Ісфендіяр-бей (1385—1440)
  - Ментешеогуллари — Ільяс-бей (1402—1421)
  - Рамазаногуллари — Ахмед ібн Рамазан (1383/1384-1416)
  - Саруханогуллари — Хизир-Шах (1404? — 1410); Орхан-бей (1410–1412)
  - Таджеддіногуллари — Девлетшах (1402—1410); Хусамеддін Хасан (1410-1428)
  - Хамідогуллари — Осман (1402—1423)
  - Караманіди — Насир ед-Дін Мехмет (1402—1419)
  - Османська імперія — Сулейман Челебі (1402—1411)
  - Шаріфат Мекки — Хасан ібн Аджлан (1396—1424)
  - Емірат Хасанкейф (Emirate of Hasankeyf) — аль-Малік аль-Аділ Абу аль-Мафахір Фахр ад-Дін Сулейман (1364—1424)
- Персія
  - Ак-Коюнлу — Кара Осман (1389—1435)
  - Кара-Коюнлу — Кара Юсуф (1388—1399; в полоні до 1405; 1405—1420)
  - Держава Ширваншахів — Шейх-Ібрагім I (1382—1417)
  - володар Кабула, Кандагару і Газні Кайду ібн Пір-Мухаммед (1409—1418)
- Расуліди — аль-Малік ан-Насір Ахмад (1400—1424)
- Індія і Шрі-Ланка
  - Ахом — Суджангпхаа (1407—1422)
  - Бахмані — Тадж уд-Дін Фіруз-шах Бахмані (1397—1422)
  - Бенгальський султанат — Гіяс ад-дін Азам-шах (1390—1411)
  - Віджаянагарська імперія — Деварая I (1406—1422)
  - Східні Ганги — Нарасімха Дева IV (1378—1425)
  - Гархвал (держава) — Сундар Пал (1398—1413)
  - Гуджаратський султанат — Музаффар-шах I (1404? — 1411)
  - Делійський султанат — Династія Туґлак — Махмуд-шах Туґлак (1399—1413)
  - Джайпур (князівство) — Нара Сінґх (? — 1413)
  - Джайсалмер (князівство) — Лахман Сінгх (1402—1436)
  - Джаунпурський султанат — Ібрагім-шах Шаркі (1402—1440)
  - Джодхпур (князівство) — Чунда (1383/1384-1428)
  - Кашмірський султанат — Сікандар-шах I (1389—1413)
  - Майсур (князівство) — Ядурая Водеяр (1399—1423)
  - Малавський султанат — Хошанг Шах (1406? — 1435)
  - Династія Малла — Джаяджйотірмалла (1395—1428)
  - Мевар (князівство) — Лакга Сінґх (1382—1421)
  - Мустанг (королівство) — Аме Пал (1380—1440)
  - Хандеський султанат — Насір-хан Фарукі (1399—1437)
  - Джафна (держава) — Джеявіра Цінкаярян (1380—1410); Гунавіра Цінкаярян (1410-1440)
  - Династія Редді — Педа Коматі Вема Редді (1402—1420)
  - Династія Самма — внутрішня боротьба до середини 15 століття
- Індонезія; Південно-Східна Азія
  - Аюттхая (королівство) —  Інтарача I (1409—1424)
  - Брунейська імперія — Ахмад (1408? — 1425)
  - Гантаваді — Разадаріт (1384—1421)
  - Династія пізніх Чан —  Транг Куанг (Trùng Quang Đe; 1409—1413)
  - Ланна (держава) — Самфангкен (1401—1441)
  - Лансанг — Самсенетаї (1372—1416)
  - Пагаруюнг — Ананггаварман (1385? — 1417)
  - Маджапагіт — Вікрамавардхана (1389—1429)
  - Муанг Мао — Сі Сінфа (1399—1413)
  - Могн'їн (князівство) — Сао Пінг Хпа (1404—1414)
  - Ава (М'янма) — Мінхаунг I (1400—1422)
  - Малаккський султанат — Іскандар Шах (1398—1414)
  - Чампа — Індраварман VI (1400—1441)
  - Сукхотай (королівство) — Сайлеутхай (1399—1419)
  - Сунда — Ніскала Васту Канчана (Niskala Wastu Kancana; між 1371 і 1475)
  - Кедах (султанат) — Сулейман Шах I (1373—1423)
  - Пагаруюнг (держава) — Ананггаварман (1375—1417)
  - Пасай — Рату Нахрасіях (1406—1428)
  - Тернатський султанат — колано Комала Пулу (1377—1432)
- Кхмерська імперія — Шрі Сур'яварман II (1401—1417)
- Накхонситхаммарат (держава) — Махарачаданай (? — 1452)
- Китай; Монголія
  - Золота Орда — Пулад-хан (1407—1410); Тимур-хан (1410-1412)
  - Тибет — десі (регент-володар) Дракпа Г'ялцен (1385—1432)
  - Династія Мін — Чжу Ді (1402—1424)
  - Династія Північна Юань — Олдз Темур-хан (1408—1412)
- Окінава
  - Гокудзан — Хан'анчі (1400? — 1416)
  - Нандзан — Оосо (1403? — 1413)
  - Тюдзан — Се Сісе (1406? — 1421)
- Корея
  - Чосон — Тхеджон (1400—1418)
- Середня Азія і Сибір
  - Дербен-Ойрат — Батула-чінсан (1399—1416)
  - Джалаїрський султанат — Гійас ад-дін Ахмад (1382—1410); Шах Валад (1410-1411)
  - Мавераннахр —  Шахрух Мірза (1409—1447)
  - Марашіян — Алі ібн Камал-аль-Дін (1403—1410); Муртада ібн Алі (1410-1411)
  - Міхрабаніди — Кутб ад-Дін Мухаммад ібн Шамс ад-Дін Шах Алі (1403—1419)
  - Тюменське ханство — Чекрі (1406—1414)
- Японія — Імператор Ґо-Комацу (1392—1412)

## Африка
- Адал — Саад ад-Дін II (1386—1403/1410); Сабр ад-Дін III (1410? - 1422)
- Бамум (держава) — мфон Нчаре Єн (1394—1418)
- Борну — Бірі III (1389—1421)
- Варсангалі (султанат) — гараад  Ахмед (1409—1430)
- Імперія Волоф — Н'Діклам Саре (1390—1420)
- Імператор Ефіопії — Девіт I (1382—1413)
- Заяніди — Абу Абдаллах I (1401—1411)
- Кілва (султанат) — Хусейн ібн Сулейман (1389—1412)
- Королівство Конго — Лукені Луа Німі (1395? — 1420)
- Імперія Малі — Манса Муса III (1400—1440)
- Мариніди — Абу Саїд Усман III (1398—1420)
- Нрі — Езе Нрі Омалонесо (1390—1464)
- Мамелюцький султанат — Фарадж ан-Насір (1405—1412)
- Хафсіди — Абу Фаріс Абд аль-Азіз II (1394—1434)

## Південна Америка
- Королівство Куско — Явар Вакак (1380—1410)
- Тескоко (держава) —  Іштлільхочитль I (1409—1418)

## Північна Америка
- Ацкапоцалько — Тезозомок Макуецін (1343? — 1426)
- Маяпанська ліга — Кокоми; Хооль Коком (1406—1410); Кіліч Коком (1410—1416)
- Імперія Пурепеча — Хікінгахе (1390—1420)
- Теночтітлан — тлатоані Віцилівітль (1395—1414)
- Тлателолько — Тлакацоцін-Тлакатеотль (1407—1428)